# Girl Happy
Girl Happy är en komedifilm från 1965 med Elvis Presley i huvudrollen.

## Handling
Denna Elvis-film utspelar sig under ett påsklov. Rusty Wells (Elvis) och hans band planerar att åka på semester då deras chef Big Frank (Harold Stone) begär att de stannar kvar flera veckor till. Då Rusty går för att prata med Big Frank för att reda ut saken så får han reda på att Big Franks dotter Valerie (Shelley Fabares) ska till Fort Lauderdale över påsklovet. Rusty "erbjuder" sig då att hålla ett öga på Valerie för Big Frank under de tolv dagar som hon är där.
Väl där så blir jobbet svårare än vad de någonsin kunnat tro och Rusty och hans band får slita för att hålla ett öga på Valerie vilket gör det svårt för dem att njuta själva. 

## Rollista
- Elvis Presley som Rusty Wells
- Shelley Fabares som Valerie Frank
- Harold Stone som  Big Frank
- Gary Crosby som Andy
- Joby Baker som  Wilbur
- Jimmy Hawkins som  Doc
- Nita Talbot som Sunny Daze
- Mary Ann Mobley som Deena Shepherd
- Fabrizio Mioni som Romano Orlada
- Jackie Coogan som Sgt. Benson
- John Fiedler som Mr. Penchill
- Chris Noel som Betsy
- Beverly Adams som Tjej #2
- Dan Haggerty som Charlie

## Soundtrack
Från albumet Girl Happy.

### Första sidan
| Spår | Inspelad   | Sångtitel                           | Text & musik                           | Tid  |
| ---- | ---------- | ----------------------------------- | -------------------------------------- | ---- |
| 1.   | 1964-06-10 | Girl Happy                          | Doc Pomus och Norman Meade             | 2:07 |
| 2.   | 1964-06-11 | Spring Fever                        | Bernie Baum, Bill Giant, Florence Kaye | 1:52 |
| 3.   | 1964-06-11 | Fort Lauderdale Chamber of Commerce | Sid Tepper och Roy C. Bennett          | 1:32 |
| 4.   | 1964-06-12 | Startin' Tonight                    | Lenore Rosenblatt, Victor Millrose     | 1:19 |
| 5.   | 1964-06-12 | Wolf Call                           | Bernie Baum, Bill Giant, Florence Kaye | 1:26 |
| 6.   | 1964-06-11 | Do Not Disturb                      | Bernie Baum, Bill Giant, Florence Kaye | 1:52 |

### Andra sidan
| Spår | Inspelad | Släppt | Sångtitel                      | Text & musik                           | Tid  |
| ---- | -------- | ------ | ------------------------------ | -------------------------------------- | ---- |
| 1.   | 6/11/64  |        | Cross My Heart and Hope to Die | Ben Weisman och Sid Wayne              | 1:55 |
| 2.   | 6/10/64  |        | Meanest Girl in Town           | Joy Byers                              | 1:55 |
| 3.   | 6/12/64  | 2/9/65 | Do the Clam                    | Ben Weisman, Dolores Fuller, Sid Wayne | 3:20 |
| 4.   | 6/10/64  |        | Puppet On A String             | Sid Tepper och Roy C. Bennett          | 2:39 |
| 5.   | 6/11/64  |        | I've Got to Find My Baby       | Joy Byers                              | 1:35 |
| 6.   | 3/18/62  | 2/9/65 | You'll Be Gone                 | Elvis Presley, Charlie Hodge, Red West | 2:23 |